# Branislau Samoilau
Branislau Samoilau (Vitebsk, 25 de mayo de 1985) es un ciclista bielorruso. Desde su debut en junio de 2009 corrió para el equipo Quick Step, después pasó a ser corredor del equipo Movistar Team en 2011, donde estuvo dos temporadas. Desde 2018 hasta 2022 compitió para el equipo Minsk Cycling Club.

## Biografía
Se convirtió en campeón de Bielorrusia en ruta y subcampeón de Bielorrusia en la modalidad de contrarreloj en 2007. En junio de 2009, se unió al equipo belga Quick Step. Terminó tercero de la Vuelta a Austria después de haberse proclamado de nuevo en campeón en contrarreloj de su país. En 2010 destaca pasando la media montaña en el Giro de Italia y termina la Dauphiné Libéré en la duodécima plaza.

## Palmarés
| 2004 (como amateur) - Lieja-Bastoña-Lieja sub-23 - 1 etapa del Giro de las Regiones 2005 (como amateur) - Vuelta a Lérida, más 3 etapas - Trofeo Franco Balestra - 2 etapas del Giro del Valle de Aosta - Ruota d'Oro 2007 - Campeonato de Bielorrusia en Ruta - 2.º en el Campeonato de Bielorrusia Contrarreloj 2008 - 1 etapa de la Semana Lombarda 2009 - Campeonato de Bielorrusia Contrarreloj 2010 - Campeonato de Bielorrusia Contrarreloj 2011 - 3.º en el Campeonato de Bielorrusia en Ruta 2012 - Campeonato de Bielorrusia Contrarreloj 2013 (como amateur) - 1 etapa del Tour de Malopolska - Tour de Ribas - 3.º en el Campeonato de Bielorrusia Contrarreloj | 2014 - 3.º en el Campeonato de Bielorrusia Contrarreloj - 2.º en el Campeonato de Bielorrusia en Ruta - 1 etapa del Tour de Sibiu 2015 - 2.º en el Campeonato de Bielorrusia Contrarreloj 2016 - 2.º en el Campeonato de Bielorrusia Contrarreloj - 3.º en el Campeonato de Bielorrusia en Ruta 2018 - 1 etapa del Tour de Mersin - Horizon Park Race Maidan - Horizon Park Classic - 1 etapa de la Vuelta a Serbia - 2.º en el Campeonato de Bielorrusia Contrarreloj - 3.º en el Campeonato de Bielorrusia en Ruta 2019 - Gran Premio de Gazipaşa - 1 etapa del Tour de Mersin - Tour de Mesopotamia, más 1 etapa - 2.º en el Campeonato de Bielorrusia Contrarreloj 2020 - GP Manavgat - 2.º en el Campeonato de Bielorrusia Contrarreloj |

## Resultados en Grandes Vueltas y Campeonatos del Mundo
| Carrera              | Carrera              | 2006 | 2007 | 2008 | 2009 | 2010 | 2011 | 2012 | 2013 | 2014 | 2015 | 2016 | 2017  | 2018 | 2019 | 2020 | 2021 |
| -------------------- | -------------------- | ---- | ---- | ---- | ---- | ---- | ---- | ---- | ---- | ---- | ---- | ---- | ----- | ---- | ---- | ---- | ---- |
|                      | Giro de Italia       | —    | 22.º | —    | —    | 39.º | 46.º | 43.º | —    | —    | 48.º | —    | 112.º | —    | —    | —    | —    |
|                      | Tour de Francia      | —    | —    | —    | —    | —    | —    | —    | —    | —    | —    | —    | —     | —    | —    | —    | —    |
|                      | Vuelta a España      | —    | —    | —    | —    | Ab.  | —    | —    | —    | —    | —    | —    | —     | —    | —    | —    | —    |
| Mundial en Ruta      | Mundial en Ruta      | —    | —    | —    | —    | —    | —    | —    | —    | —    | —    | —    | —     | —    | —    | —    | —    |
| Mundial Contrarreloj | Mundial Contrarreloj | —    | —    | —    | 37.º | —    | —    | —    | —    | —    | —    | 45.º | —     | —    | —    | —    | —    |

—: no participa

Ab.: abandono